# Erzbistum Jos
Das Erzbistum Jos (Archidioecesis Iosensis) ist eine in Nigeria gelegene römisch-katholische Diözese mit Sitz in Jos.

## Geschichte
Vorläufer des heutigen Erzbistums ist die am 9. April 1934 aus der Apostolischen Präfektur von Nord-Nigeria (Nigeria Settentrionale) heraus gegründete Apostolische Präfektur Jos. Am 29. Juni 1953 erfolgte die Gründung des Bistums Jos und am 26. März 1994 die Erhebung zu einem Erzbistum. Das Erzbistum Jos ist Metropolitansitz.
Dem Erzbistum Jos sind die Suffraganbistümer Bauchi (1996), Jalingo (1995), Maiduguri (1953), Pankshin (2014), Shendam (2007), Yola (1952) und Wukari (2022) unterstellt.

## Unruhen
In den Siedlungsgebieten der Igbo gibt es einen hohen katholischen Anteil. Im Norden des Landes übersteigt die Zahl der Muslime die der katholischen Christen deutlich. In Nigeria gibt es seit Einführung der Scharia in Teilen des Landes im Jahr 2000 massive Christenverfolgungen, hauptsächlich im Großraum Jos.
Bei Auseinandersetzungen um den Bau einer Moschee in einem christlichen Stadtteil von Jos starben im Januar 2010 angeblich über 200 Menschen. Erzbischof Ignatius Ayau Kaigama setzte sich für eine Beruhigung der Lage sowie Klarstellung des Konflikts in der internationalen Presse ein.
Im März 2010 kam es erneut zu Ausschreitungen zwischen Angehörigen des Hirtenvolkes der Fulani (Muslime) gegen die Dorfbewohner der Berom (Christen) im Dorf Dogo Nahawa, bei denen über 500 Menschen starben.

## Ordinarien

### Bischöfe von Jos
- William Lumley SMA (1934–1953)
- John J. Reddington SMA (1954–1974)
- Gabriel Gonsum Ganaka (1974–1999)

### Erzbischöfe von Jos
- Gabriel Gonsum Ganaka (1974–1999)
- Ignatius Ayau Kaigama (2000–2019, dann Koadjutorerzbischof von Abuja)
- Matthew Ishaya Audu (seit 2020)